# 李士珍
李士珍（1896年—1998年，字梦龙、号梦周）浙江省寧海縣（今屬寧波）人，是中華民國軍事人物、中華民國陸軍中將，有“中國現代警察之父”和“民國警界梟雄”之稱，是中國現代警察建制及現代警察教育的奠基人。

## 生平
1896年，生於大清浙江省寧海縣（今屬寧波市）東鄉。早年曾赴上海學習，畢業於上海公学。後入讀杭州之江大学（後併入浙江大學）。1930年，赴日本考察和学习，先入日本步兵学校，後於日本警官学校（又稱警察讲习所）結業。生前曾數度考察歐、美、日各國警政。
1924年秋，入黄埔军校第二期学习。期間参加黃埔軍校的“孙文主义学会”，并为候补干事。1925年9月，黃埔軍校二期畢業後，加入国民革命军，先後擔任第一军第一师排长、连指导员、营党代表。参加蔣中正指揮的討伐陳炯明叛變的第二次东征和之後統一中國大陸的北伐战争。
1926年9月，参与筹办警官學校，并出任中央警官学校教育长，中校軍銜。1927年，擔任国民革命军总司令部兵站总监部参谋，上校軍銜。1928年，擔任国民革命军总司令部兵站总监部参谋长，少将軍銜。1928年冬，调任浙江省保安第五团团长。1930年，赴日本考察，学习警政建設。先入日本步兵學校，後在日本警官學校結業。1932年，回国，后擔任軍事委員會参谋本部二处上校参谋，國民政府首都警察厅警士教练所所长，复兴社中央干事会干事，國民政府首都警察厅秘书。1936年春，出任中華民國内政部警官高等学校校长，中央警官学校（今中央警察大學）教育长，校长蒋中正兼。
抗日战争爆发后，赴上海南市參加淞滬會戰，防守上海。南京失陷前，負責中央警官學校西遷重庆。组织中国警察学术研究会和中國警察学会。开办了西北、东南警训班，为各级警政机构培训干部。当选三民主義青年團第一届中央监察会常务监察。1945年，当选中國國民黨第六届中央执行委员，政治地位首次高于戴笠、酆裕坤（内政部警政司长），成为警界政治地位最高之人。
1946年11月當選第一届国民大会浙江省宁海县国大代表，被选为宪草整理委会委员。1947年蒋介石宣布自当年10月1日起“不再兼各军事学校校长职务，并由各该校教育长继任为校长”，“即令士珍升任校长，但凡一切重大措施仍报请蒋公核示办理”。获得中將軍銜。1948年3月29日至4月19日，参加行宪第一届国民大会，4月5日与于右任、谷正纲、胡适、张群等85人当选为国民大会第一次会议主席团成员。
1949年1月李士珍在蒋介石下野后辞去中央警官学校校长。移居台灣後即退出警界，對中國典籍《周易》頗有研究。先後任国民大会宪政实施研讨委员会台北区修宪第一研究组召集人，国民大会主席团成员，中華民國行政院经济设计委员会委员等職務。1966年，當選國大代表，第四次會議主席團主席。 1972年，當選國大代表，第五次會議主席團主席。1973年至1977年，擔任中華民國行政院經濟建設委員會兼市政组召集人。1988年7月，当选为国民党第十三届中央评议委员。1993年8月，仍当选国民党第十四届中央评议委员。1998年4月14日，因心臟衰竭逝世於國立臺灣大學醫學院附設醫院，享壽102歲，為中國國民黨政要中高壽。

## 軼事
民國大陸時期，李士珍的“警校派”和戴笠的“軍統派”多有不和。而戴笠座機失事機墜人亡據傳與李士珍的“警校派”有關。

## 家庭
後人有：
- 女兒李保玉博士，台湾國立臺東大學前校长
  - 外孫女李文瑛（莹莹）
- 女兒李保川，美籍華人，曾任美东华人妇女联合会会长

2007年，李士珍女兒李保玉攜女兒李文瑛及大陆亲属，曾向南京中国近代史遗址博物馆捐赠一批民国警察的史料和老照片。史料共計16部分，有老照片417张。是中國大陸目前為止最為完整的民國警察史料收藏。老照片中甚至包括了抗日戰爭胜利后，中国警察逮捕日本著名女间谍川岛芳子（有名金碧辉），在其家中抄获一批川岛芳子影集，其中有她的社交活动和与日本軍政要人的合影，均為首次面世。

## 命名紀念
- 今台灣財團法人李士珍警察子弟獎學基金會[1]

## 遺跡
今浙江省寧波市寧海縣缑乡白桥李士珍读书处 

## 代表著作
主要著作有：
- 《战时警察业务》商務印書館出版
- 《周易分類研究》中央警官學校校友出版委員會出版，臺灣書局發行，1959年
- 《現代各國警察》
- 《警察行政研究》
- 《警察精神教育》
- 《台湾警察大學校史》，李士珍口述
- 《怎樣辦理警衛》
- 《東征日記》
- 《參戰前後日記》
- 《考察各國日記》
- 《警察行政之理論與實務》
- 《戰後各國考察記》